# كارمي مارتن
كارمي مارتن هي ممثلة فلبينية، ولدت في 8 أغسطس 1963 في دوماغويتي في الفلبين.

## وصلات خارجية
- كارمي مارتن على موقع IMDb (الإنجليزية)
- كارمي مارتن على موقع أول موفي (الإنجليزية)
- كارمي مارتن على موقع قاعدة بيانات الفيلم (الإنجليزية)